# Zamach w Mineralnych Wodach (1994)
Zamach w Mineralnych Wodach – atak terrorystyczny, do którego doszło 28 lipca 1994 roku w mieście Mineralne Wody w kraju Stawropolskim na południu Rosji. Był to trzeci w tym roku zamach w tej miejscowości o podobnym schemacie przeprowadzony przez Czeczenów, jednak jako jedyny zakończył się tragicznie. 

## Przebieg
28 lipca 1994 roku czwórka czeczeńskich terrorystów wsiadła do autobusu relacji Piatigorsk-Sowieckoje udając zwykłych pasażerów. Około godziny 16.00, gdy pojazd zatrzymał się na przystanku Mineralne Wody, napastnicy wyciągnęli schowaną wcześniej broń i pod groźbą śmierci zmusili kierowcę do niewypuszczania nikogo z pojazdu i pojechania na pobliskie lotnisko. Po dojechaniu na miejsce napastnicy wypuścili czterech zakładników, by ci przekazali władzom swoje żądania: 15 milionów dolarów okupu i dwa podstawione helikoptery z załogami do godziny 20.00. W przeciwnym razie wszyscy pasażerowie mieli zostać zabici (w chwili ataku było ich 36, w tym 8 dzieci).
Po tym gdy czwórka uwolnionych zakładników przekazała żądania, władze zaczęły podejmować odpowiednie kroki. Siły bezpieczeństwa utworzyły sztab w celu przeciwdziałania im, na czele którego stanął Aleksandr Kulikow, wiceminister rosyjskiego MSW, który miał już doświadczenie w przeprowadzaniu tego typu operacji. Ponadto w jego skład weszły władze kraju Stawropolskiego i kilku pobliskich miast (Stawropol, Piatigorsk, Mineralne Wody). Przybyłe na miejsce odpowiednie służby wyposażone w transportery opancerzone otoczyły autobus kordonem. Od razu rozpoczęto negocjacje z terrorystami, którzy zażądali rozmowy z przedstawicielami stawropolskiej prokuratury (prawdopodobnie w celu wynegocjowania uwolnienia bojowników, którzy kilka miesięcy wcześniej również przeprowadzili atak w Mineralnych Wodach, który zakończył się niepowodzeniem), jednak wkrótce porzucili ten postulat. Przez cały wieczór Czeczeńcy stopniowo wypuszczali zakładników, a także rozmyślili się w sprawie helikopterów (zmniejszyli liczbę żądanych pojazdów z 2 do jednego). Gdy nadeszła noc, władze podstawiły napastnikom obiecany śmigłowiec. Terroryści zaczęli do niego wsiadać wraz z zakładnikami. Po godz. 3 w nocy jednostki będące na miejscu dostały rozkaz ataku na bojowników. Jeden z nich, zauważywszy, że wpadli w pułapkę wyciągnął granat i rzucił go w kierunku cywilów.
Eksplozja zabiła na miejscu dwie zakładniczki i jednego terrorystę. Rany od odłamków odniosło kilku żołnierzy, napastników i cywilów, w tym dwóch ciężko, którzy zmarli potem w szpitalu. Trójka terrorystów została schwytana i osądzona przez prokuraturę w Stawropolu. 13 października wszyscy usłyszeli wyrok śmierci, który w marcu 1995 (ze względu na „niejasne wyniki śledztwa”), został anulowany przez Sąd Najwyższy, a w 1997 roku zmieniony. Na egzekucję skazano jedynie przywódcę gangu Saida Usmanowa, a jego wspólnicy Buwajszar Nanagajew i Szaman Dowtukajew zostali skazani na 15 lat więzienia w kolonii karnej.